# Yi Gu
Titre
Prétendant au trône impérial de Corée
1er mai 1970 – 16 juillet 2005
(35 ans, 2 mois et 15 jours)
Yi Gu, prince impérial Hoeun, né le 29 décembre 1931 à Tokyo et mort le 6 juillet 2005 dans la même ville, est un prince coréen. Il est le chef de la Maison impériale et, de jure, le quatrième empereur coréen et vingt-neuvième roi de Corée de la dynastie Joseon du 1er mai 1970 jusqu'à sa mort.

## Biographie
Petit-fils de l'empereur Gojong, il naît au palais Kitashirakawa de Tokyo alors que la Corée est sous occupation japonaise. Son père est le prince héritier Euimin et sa mère Masako Nashimoto, une princesse japonaise, cousine germaine de l'impératrice Kōjun.
Il commence sa scolarité à l'institution Gakushūin de Tokyo, avant de rejoindre le Centre College à Danville au Kentucky puis d'étudier l'architecture au Massachusetts Institute of Technology (MIT). De 1960 à 1964, il travaille au cabinet I. M. Pei & Associates dirigé par Ieoh Ming Pei. 
Naturalisé américain en 1959, il épouse le 25 octobre de la même année Julia Mullock, avec laquelle il adoptera une fille, Eugenia Unsuk.
À la mort de son père, le 1er mai 1970, il lui succède à la tête de la Maison impériale et est, de jure le quatrième empereur de Corée jusqu'à sa mort.